# Grindel
Grindel é uma comuna da Suíça, situada no distrito de Thierstein, no cantão de Soleura. Tem 3,05 km² de área e sua população em 2018 foi estimada em 512 habitantes.